# Lampides boeticus
Lampides boeticus (Linnaeus, 1767) è un lepidottero appartenente alla famiglia Lycaenidae; è diffuso in Europa, Africa, Asia meridionale e sudorientale ed in Australia.

## Descrizione

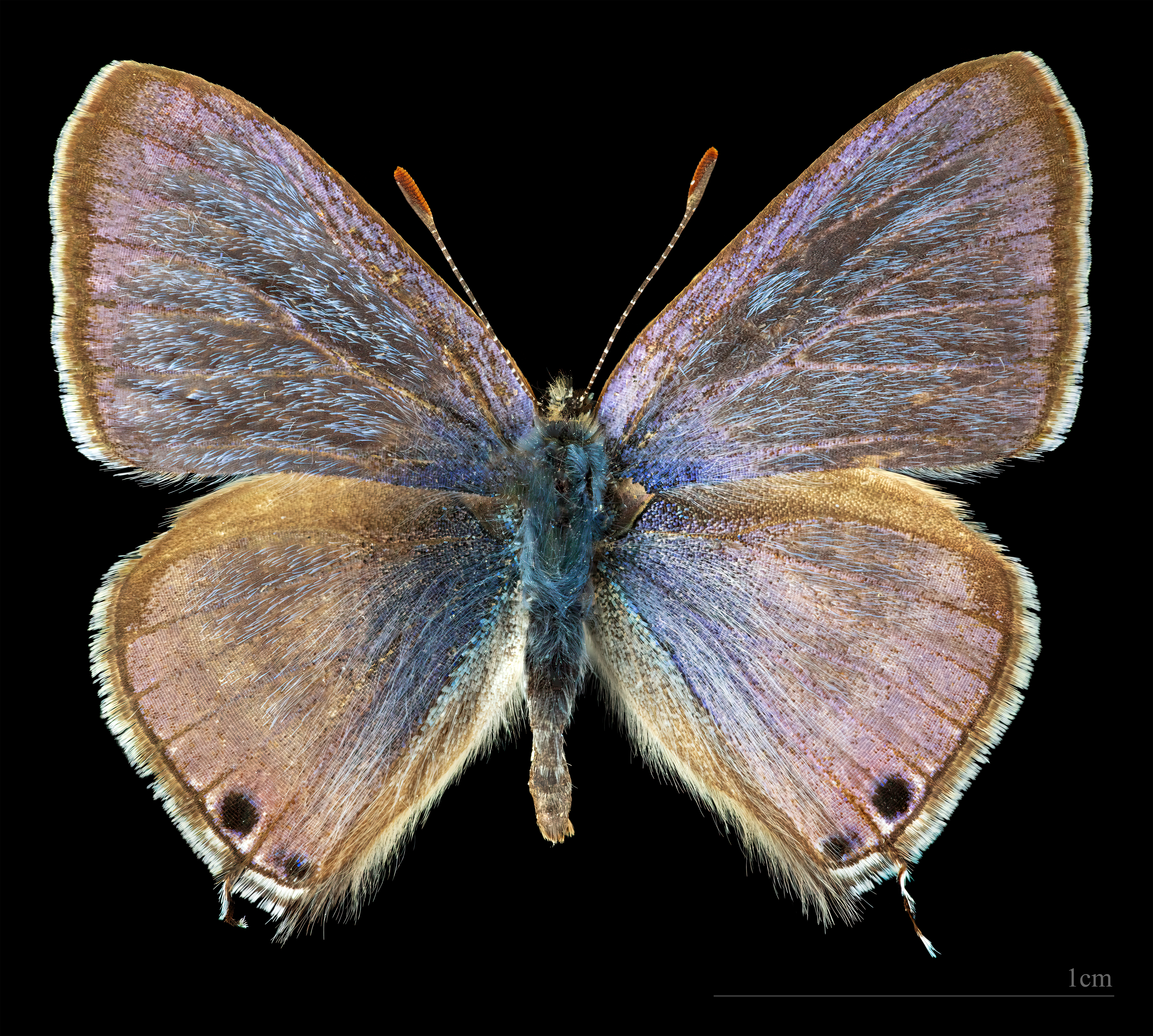
Lampides boeticus ♂
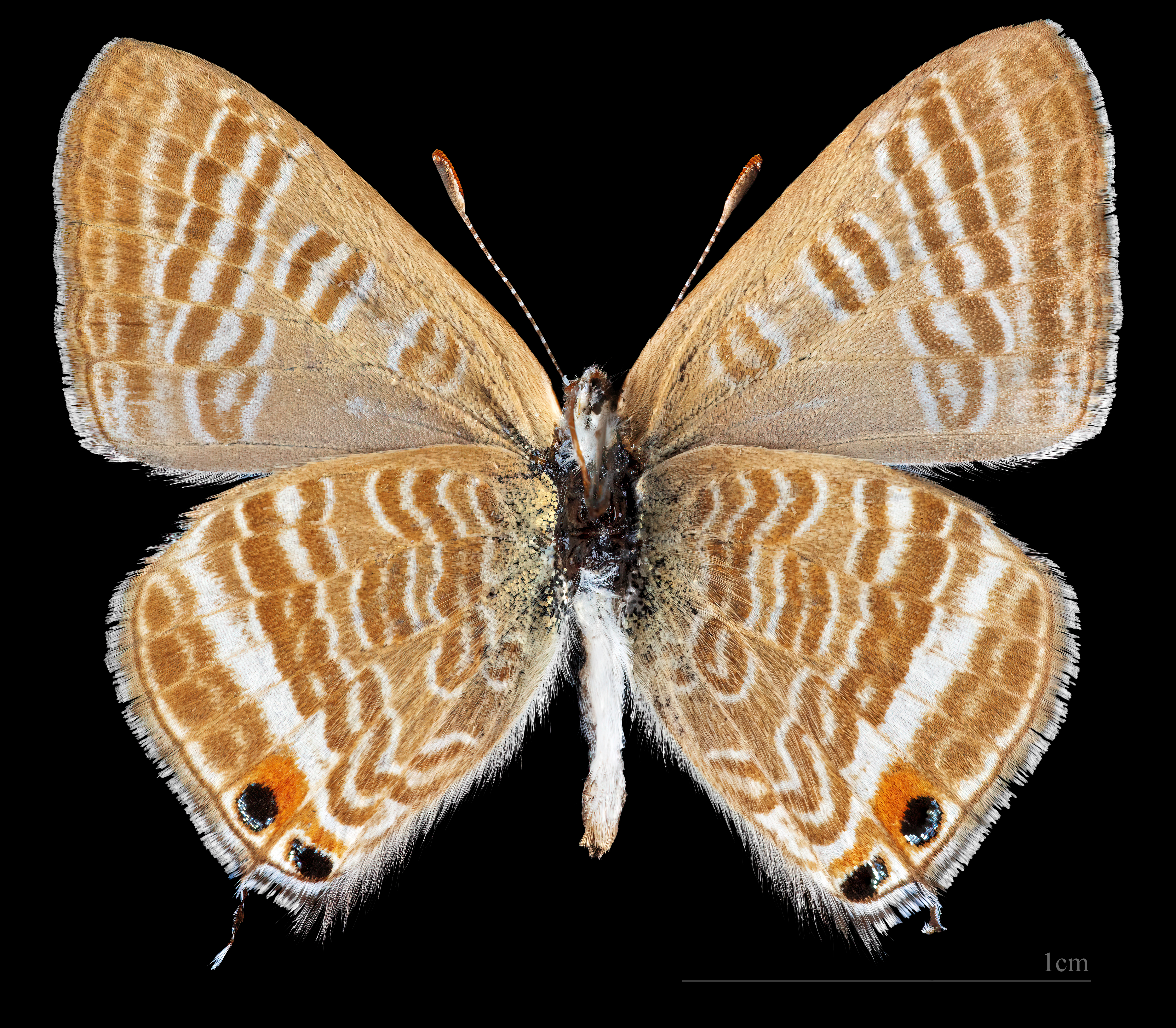
Lampides boeticus ♂  △

## Galleria d'immagini

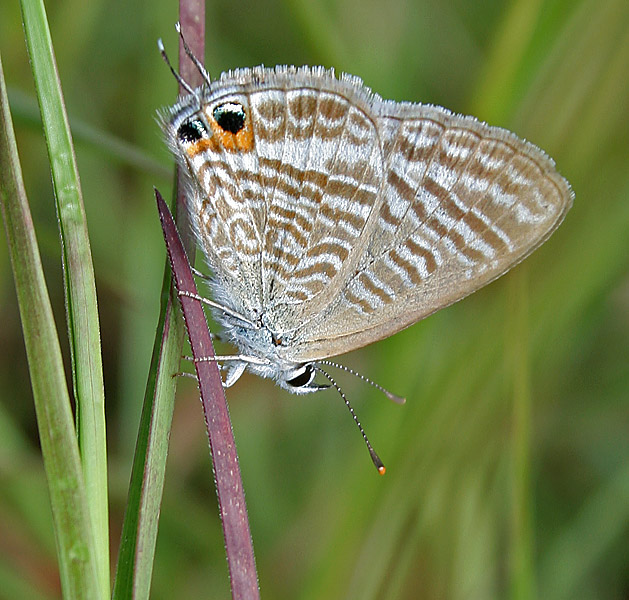
in Hyderabad, India.
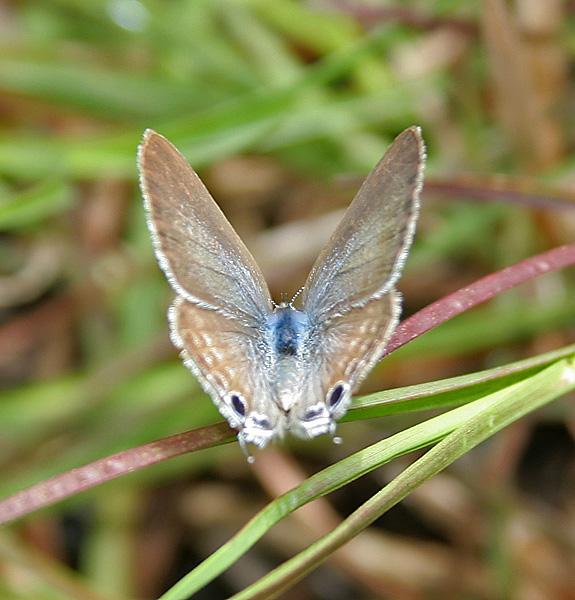
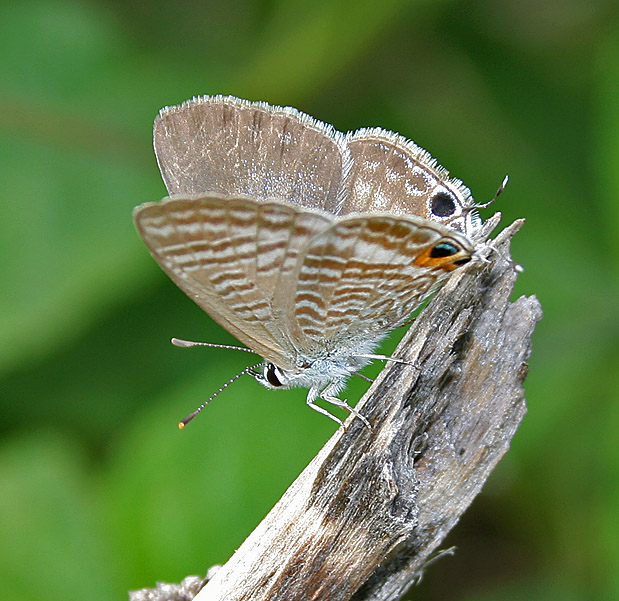
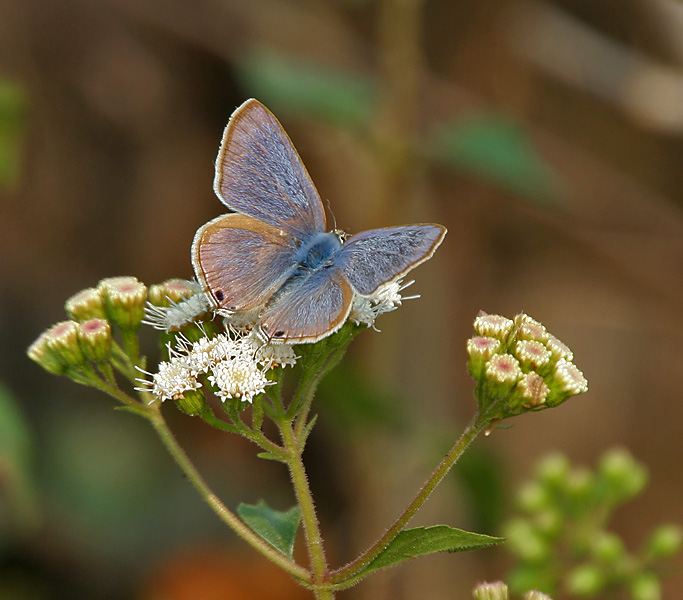
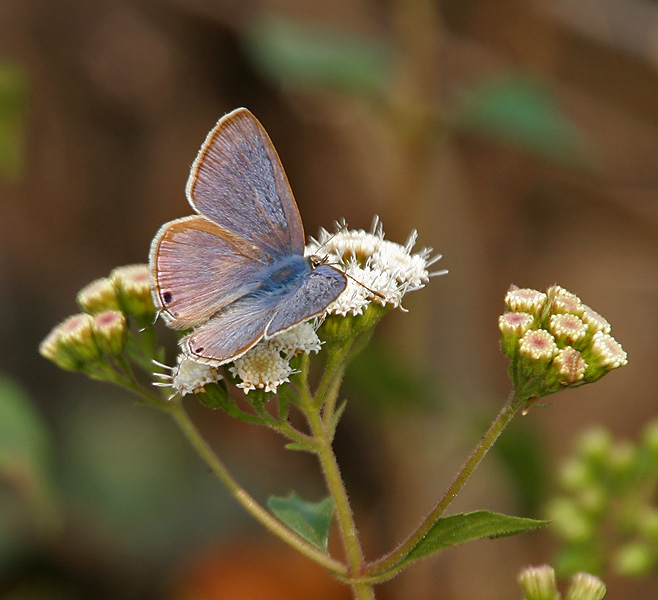
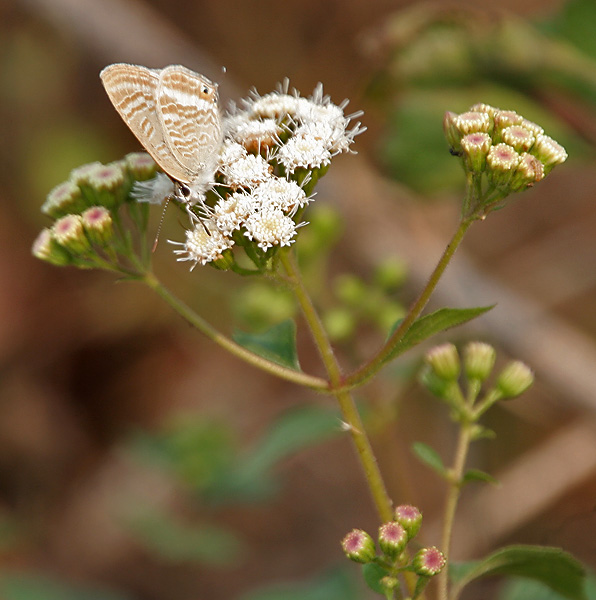
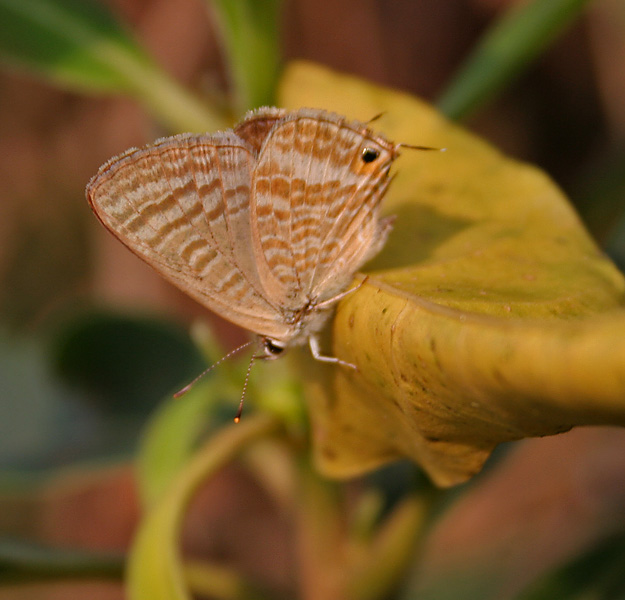
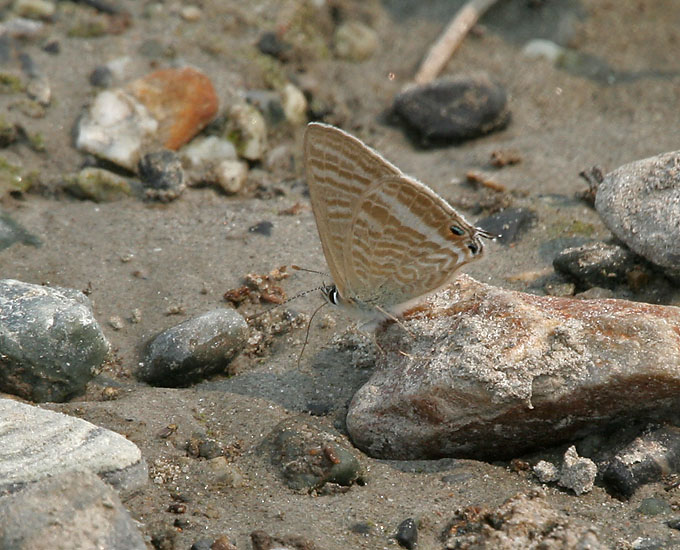
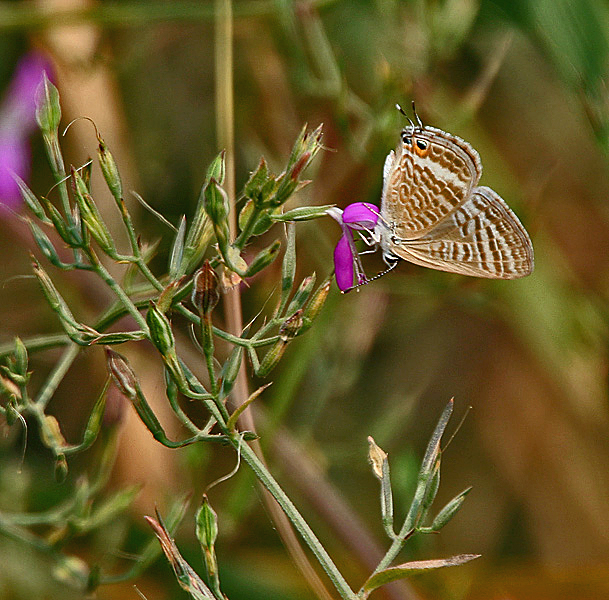
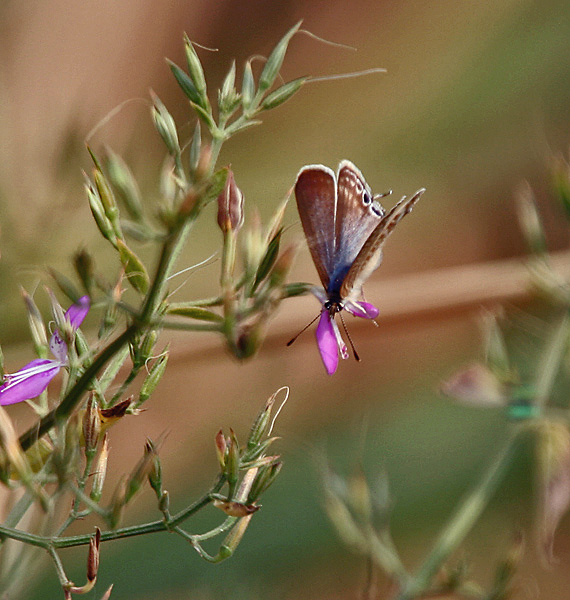
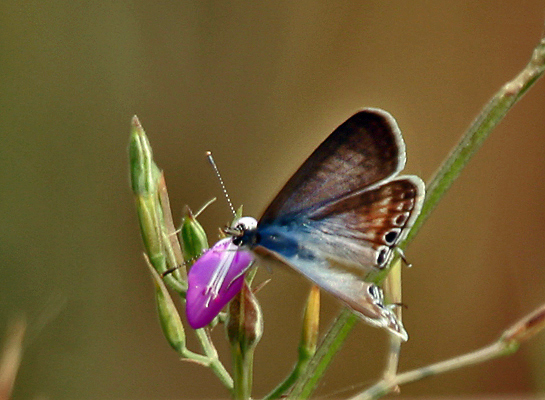
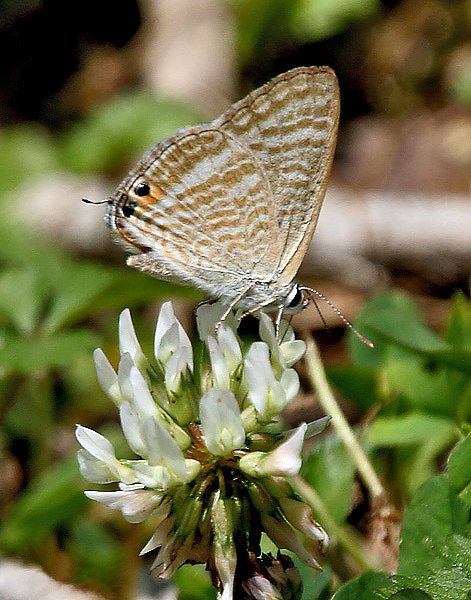
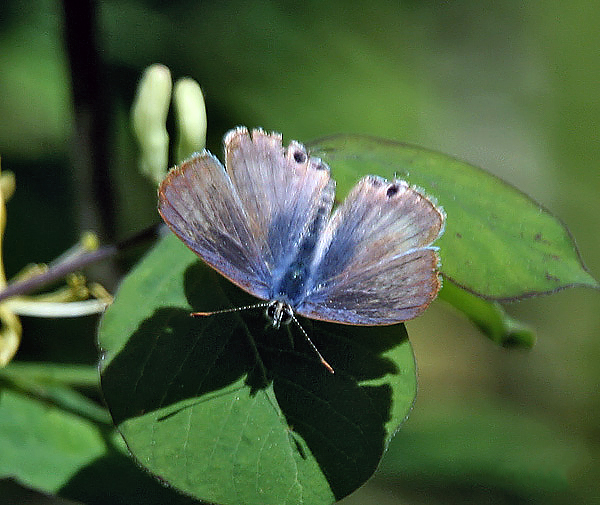
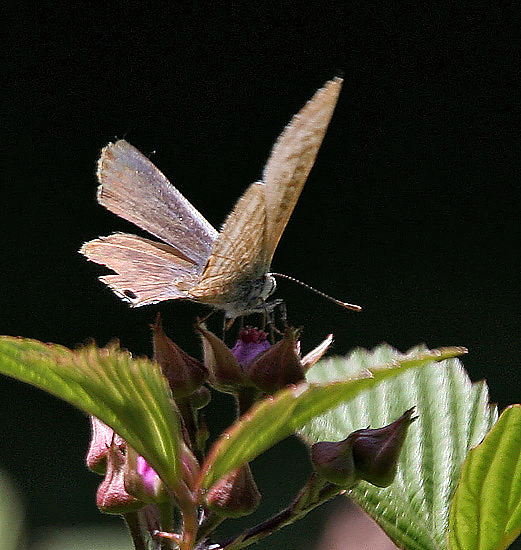
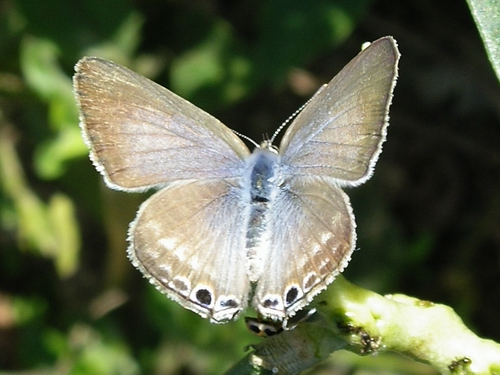